# Byrsonima
Byrsonima é um género botânico pertencente à família Malpighiaceae. Seus representantes são conhecidos popularmente como murici, muruci, muricizeiro e murici-da-praia. O fruto (que também é chamado de "murici") é drupáceo e tem a polpa comestível. É frequente na região do cerrado.

## Etimologia
"Murici" e "muruci" procedem do tupi muri'si.

## Espécies selecionadas
- Byrsonima basiloba A.Juss.
- Byrsonima coccolobifolia (Spreng.) Kunth
- Byrsonima coriacea (L.) Kunth
- Byrsonima crassa Nied.
- Byrsonima crassifolia (L.) Kunth – nance, savanna serrette, golden spoon, murici, muruci (Brasil), nanche (Mexico)
- Byrsonima crispa A.Juss.
- Byrsonima cydonaefolia A.Juss.
- Byrsonima horneana Britton & Small (Porto Rico)
- Byrsonima intermedia A.Juss.
- Byrsonima laxiflora Griseb.
- Byrsonima laevigata (Poir.) DC.
- Byrsonima lucida (Mill.) DC.
- Byrsonima myricifolia Griseb.
- Byrsonima ophiticola Small ex Britton (Porto Rico)
- Byrsonima sericea A.Juss.
- Byrsonima spicata (Cav.) DC. – maricao
- Byrsonima subterranea Brade et Markgr.
- Byrsonima tuberosa
- Byrsonima variabilis A.Juss.
- Byrsonima verbascifolia (L.) Rich. ex Juss.[3][4]